# 叉银斑蛛
叉银斑蛛（学名：Argyrodes fur）为球蛛科银斑蛛属的动物。分布于日本以及中国大陆的贵州、福州、湖南等地，常见于寄居在缘漏斗蛛 Agelena limbata 的网上。该物种的模式产地在日本。